# Aspicilia laevata
Aspicilia laevata är en lavart som först beskrevs av Erik Acharius, och fick sitt nu gällande namn av Johann Franz Xaver Arnold. Aspicilia laevata ingår i släktet Aspicilia och familjen Megasporaceae.  Arten är reproducerande i Sverige. Inga underarter finns listade i Catalogue of Life.